# U.S. Men's Clay Court Championships 1973
L'U.S. Men's Clay Court Championships 1973 è stato un torneo di tennis giocato sulla terra. È stata la 63ª edizione del U.S. Men's Clay Court Championships, che fa parte del Commercial Union Assurance Grand Prix 1973. Si è giocato a Indianapolis negli Stati Uniti dal 13 al 19 agosto 1973.

## Campioni

### Singolare
Manuel Orantes ha battuto in finale  Georges Goven con il punteggio di 6–4, 6–1, 6–4.

### Doppio
Bob Carmichael /  Frew Donald McMillan hanno battuto in finale  Manuel Orantes /  Ion Țiriac con il punteggio di 6–3, 6–4.